# Trieces epinotiae
Trieces epinotiae là một loài tò vò trong họ Ichneumonidae.